# 月球16号
月球16号（俄语：Луна-16）是苏联发射的第三代无人月球探测器，并且是属于月球号系列探测器计划的一部分。
月球16号是人类第一个实现在月球上自动取样并送回地球的探测器。样品被从丰富海取样并返回。它是苏联的第一个月球取样返回飞行任务，并是总体来看，它是继阿波罗11号和阿波罗12号任务之后的第三个月球采样返回任务。
它在阿波罗11号成功完成任务1年多以后用无人仪器将月壤带回地球。月球16号实现了人类第一次使用无人探测器成功取回月球样本。尽管成本比登月任务低很多，不需要航天员用性命冒险，但是无人探测不能完全代替载人登月，自动设备搜集取回样本的能力也不如航天员。

## 结构与组成
月球16号发射总重5.8吨，大大超过了前两代月球探测器，但远逊于阿波罗飞船的48吨。月球16号总高度4米，最大跨度也为4米。类似于阿波罗飞船，月球16号也可以分为下降级与上升级。
- 下降级位于下部，负责采集月球样本，与地球进行无线电联络，提供所有的电力，同时它还充当上升部分的发射平台。下降级最下方是制动发动机，负责减速、着陆；游动发动机负责在飞行过程中修正轨道；4个对称分布的圆柱形推进剂箱，为发动机提供燃料；无线电高度表测试水平与垂直速度及辐射；月球样品采集装置拥有钻臂与空心钻管，钻管内有探测器可以感知月岩或月壤的阻力以确定钻速并且可以自动避开月岩；其他系统包括导航与控制系统、温度控制系统、无线电接受与发射系统、化学电池和4个可伸缩的缓冲着陆架等。
- 上升级位于上部，负责把装有月球样品的返回舱送回地球。上升级包括提供动力的发动机喷管；3个球形燃料箱；装有导航设备和化学电池的柱形仪器舱；位于仪器舱上方的球形返回舱，返回舱直径约50厘米，返回舱的下部是电池和信号发射装置，中部是装有钻管和月壤的样本舱，顶部为降落伞和下降天线。

## 任务经过

### 着陆月球
1970年9月12日，四级型的质子号火箭将月球16号送入一条远地点241千米，近地点185千米、倾角51.5度的地球轨道，70分钟后月球16号调整轨道飞向月球。9月17日，月球16号减速发动机点火，进入一条110千米、倾角70度的环月轨道。在经过多次调整后，月球16号最终进入了一条椭圆轨道。9月20日，月球16号开始沿自由落体轨迹下降，准备着陆前，4个燃料箱和导航系统一起被抛弃。距离月表600米时，月球16号再次启动发动机。下降到20米时，速度减至2.5米每秒，主发动机关闭，两个小型发动机接替其工作。着陆瞬间，所有发动机均被关闭。至此，月球16号成功实现软着陆，着陆后的月球16号质量为1.88吨。

### 取得月球样本
抵达月面1小时后，下降级上的月样采集系统开始工作。钻臂长0.9米，可在水平与竖直两个方向上移动。工作前钻具自动解栓，脱开保护罩，露出空心钻管。钻头内有探测器，可感知阻力，钻头外形类似牙科医生使用的钻头。UTC时间9月20日6点30分，在选择好合适的地点后，钻头开始工作，7分钟内就钻进35厘米，取得101克月球样本。完成钻进后，钻臂抬起，钻头翻转180°，将样本与钻头送进返回舱。接着，钻杆与钻头自动分离，样本被密封起来。

### 返回地球
在月面停留了26小时后，9月21日。上升级接收到地面指令发动机点火，上升级速度达到2.708千米后，发动机关闭。三天后接近地球。9月24日，距离地球4.8万千米时，返回舱和仪器舱分离。接着，返回舱以每秒11千米的速度进入大气层，过载达到50G，前端温度最高时达到10000摄氏度，在空中发出耀眼的白光。不久，降落伞舱被打开，降至14.5千米、速度每秒300米时减速伞被打开；降至11千米时主伞打开、4个鞭形天线开始工作，向地面提供返回舱位置，两个圆柱形气囊充气膨胀，做好最后的着陆准备。9月24日，月球16号返回舱成功降落在Dzhozkozgan东南处80千米位置。很快钻头与月样被工作人员用直升机运往莫斯科的一处氦气环境实验室进行研究。